# Oxyspora macrophylla
Oxyspora macrophylla är en tvåhjärtbladig växtart som först beskrevs av Friedrich Anton Wilhelm Miquel, och fick sitt nu gällande namn av José Jéronimo Triana. Oxyspora macrophylla ingår i släktet Oxyspora och familjen Melastomataceae. Inga underarter finns listade i Catalogue of Life.